# Polizei (China)
Die Polizei der Volksrepublik China (chinesisch 中國警察制度 / 中国警察制度, Pinyin Zhōngguó jǐngchá zhìdù – „das Polizeisystem in China“) ist stärker als in vielen anderen Ländern politisiert. Es gibt eine Reihe von teils sehr mannschaftsstarken polizeilichen Diensten und Truppen, die teils zivil, teils paramilitärisch organisiert sind, deren Tätigkeit aber bisher wenig erforscht ist. Die Kompetenzbereiche der verschiedenen Polizeiverwaltungen  überschneiden sich teils sehr stark.

## Träger polizeilicher Funktionen
Nach dem Polizeigesetz von 1995 besteht die chinesische Polizei im engeren Sinne aus fünf Polizeiorganen: der öffentlichen Sicherheits- und der Staatssicherheitspolizei, der Gefängnispolizei, der Gerichtspolizei und der Polizei der Volksstaatsanwaltschaften.
Ministerien und Verwaltungen, die die Aufsicht über polizeiliche Funktionen haben, sind
- Ministerium für Öffentliche Sicherheit mit der öffentlichen Sicherheitspolizei, die lokal organisiert und nicht für schwerwiegende Kriminalfälle zuständig ist, und der
  - Ausreise- und Einreiseverwaltung der Volksrepublik China
- Ministerium für Staatssicherheit, das selbst über polizeiliche Rechte verfügt und u. a. für Verhaltensüberwachung, Internetkontrolle, Auslandsspionage und Spionageabwehr zuständig ist
- Justizministerium mit der Volkspolizei des Justizministeriums

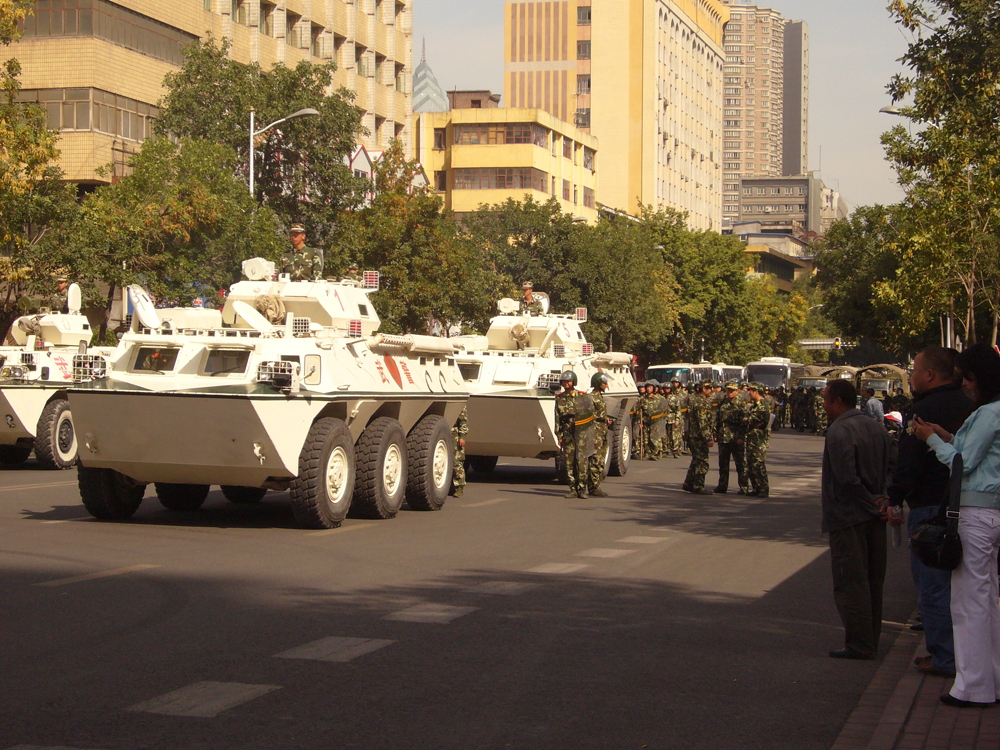
Bewaffnete Volkspolizei mit Radpanzern in Ürümqi, Hauptstadt der Autonomen Uigurischen Region Xinjiang im September 2009 während der Demonstrationen gegen Nadelangriffe auf Passanten

Daneben gibt es weitere Träger polizeilicher Befugnisse:
- Bewaffnete Volkspolizei der Zentralen Militärkommission (kaserniert, paramilitärisch, gehörte bis 1983 zur Volksbefreiungsarmee)
  - Bewaffnete Küstenwache der chinesischen Volkspolizei
- Verwaltung für die Sicherheit des Seeverkehrs der Volksrepublik China
- Allgemeine Zollverwaltung (China)

Größter Polizeikörper ist die öffentliche Sicherheitspolizei mit 1,9 Millionen Beschäftigten. Die Bewaffnete Volkspolizei soll 400.000 bis 1 Million militärisch Ausgebildete umfassen.

### Hongkong
Die Hong Kong Police Force – HKPF (香港警務處, ugs. 香港警察), gegründet 1844 als Colonial Police Force später 1969 als Royal Hong Kong Police Force – RHKPF zu Zeit des kolonialen Hongkongs, die 1967 von Kommunisten und Gewerkschaften organisierte Unruhen gewaltsam unterdrückte. Sie hat heute insgesamt etwa 37.000 Angehörige mit der Hilfspolizei – Hong Kong Auxiliary Police Force – HKAPF und der Wasserpolizei – Marine Police zusammen. Damit hat Hongkong im Verhältnis zur Einwohnerzahl den dichtesten Polizeibesatz der Welt.
Außerdem gibt es die
- Unabhängige Kommission gegen Korruption (englisch Independent Commission Against Corruption, 廉政公署)[9]
- Abteilung für Strafvollzug in Hongkong (englisch Correctional Services Department, 懲教署)[10]
- Einwanderungsbehörde (englisch Immigration Department, 入境事務處)[11]
- Zoll- und Verbrauchsteuerabteilung (englisch Customs and Excise Department, 香港海關)[12]

### Macau
In Macau gibt es zwei Sicherheitsbehörden, die beide über untenstehende Polizeieinheiten Befehlsgewalt haben
- Corpo de Polícia de Segurança Pública – CPSP (englisch Public Security Police Force, 治安警察局 – „etwa: Behörde der Polizei für öffentliche Ordnung“)[13]

- Polícia Judiciária – PJ (englisch Directorate of Judiciary Police, 司法警察局 – „etwa: Behörde der Justizpolizei“)[14]

## Polizeireformen 2000 und 2017/18
Der Einfluss der Polizei ist erheblich größer als jener der Staatsanwaltschaften und Gerichte, wodurch es immer wieder zum Amtsmissbrauch kommt. 2000 erfolgte eine Polizeireform, durch die vor allem die geringe Professionalität der Polizei auf lokaler Ebene verbessert werden sollte. Dadurch konnte eine – auch durch vermehrte lokale Unruhen – ausgelöste Legitimationskrise der Polizeiorgane jedoch nicht verhindert werden. Um 2003 kam es erneut zu massiven Übergriffen der Polizei, die Skandale auslösten. Dauerprobleme sind die Schwierigkeiten der lokalen Umsetzung zentraler Reformen wie auch die Verflechtung der lokalen Polizei mit örtlichen Machthabern und privaten Sicherheitsdiensten sowie die Korruption.
Durch eine erneute Polizeireform 2017/18 wurde die Bewaffnete Volkspolizei umfassend reorganisiert und dem Generalsekretär Xi Jinping direkt unterstellt. Sie ist schwer bewaffnet, u. a. mit Radpanzern des Typs WZ551. Ihre Hauptaufgabe ist der Einsatz bei Unruhen (sog. „Massenvorfällen“, chines. qúntǐ xìng shìjiàn àn).

## Technisierung der Überwachung
In jüngster Zeit werden immer mehr technische Hilfsmittel zur Verhaltensüberwachung eingesetzt, die außer zur „Bürgerbewertung“ mittels Ranking in einem Sozialkredit-System auch dazu dienen, polizeiliche Maßnahmen zur direkten Überwachung der Betroffenen einzuleiten.
In Xinjiang und an den Grenzen zu Kirgistan wird von der Grenzpolizei eine Spähsoftware auf Android-Telefone von Einreisenden gespielt, die Kontakte, Kalender, SMS und Anruflisten durchsucht und speichert. Betroffen sind vor allem muslimische Touristen.

## Auslandsaktivitäten
Seit etwa 2015 steigt die chinesische Polizeipräsenz im Ausland, so z. B. in Serbien, angeblich um das Sicherheitsgefühl chinesischer Touristen zu erhöhen. Auch werden immer mehr Abkommen zur polizeilichen Zusammenarbeit mit anderen Ländern abgeschlossen. China versucht auch, bestehende multilaterale Institutionen besser zu nutzen, um im Ausland lebende Verdächtige (möglicherweise auch politische Flüchtlinge) aufzuspüren oder infolge von Wirtschaftsstraftaten ins Ausland geflossene Gelder zurückzuführen. Im September 2018 setzte China den seit November 2016 amtierenden chinesischen Interpolpräsidenten Meng Hongwei wegen Korruption bei einem Heimatbesuch fest.

## Weblink
- Till Eckert, Sophia Stahl: „Irgendwann breche ich zusammen“: Von der chinesischen Polizei zum Spitzeln gedrängt. In: Correctiv.org. CORRECTIV – Recherchen für die Gesellschaft gemeinnützige GmbH, 7. Juli 2023.